# Daiana Iastremska
Daiana Iastremska   (Odessa, 15 de maig de 2000) Daiana Oleksandrivna Iastremska (en ucraïnès: Даяна Олександрівна Ястремська) és una jugadora de tennis ucraïnesa.
El mes d'octubre de 2018, Daiana va estrenar el seu palmarès a la WTA, en la primera final que disputava, en imposar-se a la xinesa Wang Qiang en la final del torneig de Hong Kong. Iastremska és considerada una de les jugadores més agressives del Tour WTA i ha liderat la gira en el percentatge més alt de tirs que acaben en un guanyador, un error no forçat o un error forçat del rival.
Iastremska va ser suspesa de la competició professional a principis de 2021 després de donar positiu per mesterolona. El 22 de juny de 2021, la Federació Internacional de Tennis va dictaminar que Iastremska no era responsable del resultat positiu i que podia tornar a competir professionalment de forma immediata.

## Biografia
Daiana Iastremska va néixer el 15 de maig de 2000, filla de Marina i Alexander Yastremsky a Odessa, la tercera ciutat més gran d'Ucraïna. Té una germana Ivanna que és sis anys més jove. El seu pare havia estat jugador de voleibol i també havia estat membre de l'ajuntament d'Odessa. Quan Iastremska tenia cinc anys, el seu avi Ivan la va introduir al tennis. Després de provar altres esports com la gimnàstica i la natació, va optar per centrar-se en el tennis, dient a dotze anys: "Vaig escollir el tennis perquè és molt dur i bonic. M'encanta treballar i vull escriure la meva nova història al tennis." Va participar en el seu primer torneig quan tenia set anys i va acabar, en tercer lloc, tot i que l'esdeveniment estava obert a nens que eren diversos anys més grans. Iastremska atribueix als seus pares el seu èxit al tennis, dient: "Quan era petita vaig haver de sacrificar moltes coses, però ara no me'n penedeixo... He de dir una moltes gràcies als meus pares perquè si no em van empènyer en el moment adequat, no crec que tindria la vida que tinc ara mateix."

## Palmarès

### Individual: 7 (3−4)
| 2009 − 2020             | Després de 2021 |
| ----------------------- | --------------- |
| Grand Slam (0−0)        |                 |
| WTA Finals (0−0)        |                 |
| Premier Mandatory (0−0) | WTA 1000 (0−0)  |
| Premier 5 (0−0)         | WTA 1000 (0−0)  |
| Premier (0−1)           | WTA 500 (0−1)   |
| International (3−0)     | WTA 250 (0−2)   |

| Títols per superfície |
| --------------------- |
| Dura (2−3)            |
| Gespa (0−1)           |
| Terra batuda (1−0)    |

| Resultat   | Núm. | Data                 | Torneig                | Superfície   | Oponent               | Marcador         |
| ---------- | ---- | -------------------- | ---------------------- | ------------ | --------------------- | ---------------- |
| Guanyadora | 1.   | 14 d'octubre de 2017 | Hong Kong, Hong Kong   | Dura         | Wang Qiang            | 6−2, 6−1         |
| Guanyadora | 2.   | 3 de febrer de 2019  | Hua Hin, Tailàndia     | Dura         | Ajla Tomljanović      | 6−2, 2−6, 7−6(3) |
| Guanyadora | 3.   | 25 de maig de 2019   | Estrasburg, França     | Terra batuda | Caroline Garcia       | 6−4, 5−7, 7−6(3) |
| Finalista  | 1.   | 18 de gener de 2020  | Adelaida, Austràlia    | Dura         | Ashleigh Barty        | 2−6, 5−7         |
| Finalista  | 2.   | 6 de març de 2022    | Lió, França            | Dura (i)     | Zhang Shuai           | 6−3, 3−6, 4−6    |
| Finalista  | 3.   | 2 de febrer de 2025  | Linz, Àustria          | Dura (i)     | Ekaterina Alexandrova | 2−6, 6−3, 5−7    |
| Finalista  | 4.   | 22 de juny de 2025   | Nottingham, Regne Unit | Gespa        | McCartney Kessler     | 4−6, 5−7         |

### Dobles femenins: 1 (0−1)
| 2009 − 2020             | Després de 2021 |
| ----------------------- | --------------- |
| Grand Slam (0−0)        |                 |
| WTA Finals (0−0)        |                 |
| Premier Mandatory (0−1) | WTA 1000 (0−0)  |
| Premier 5 (0−0)         | WTA 1000 (0−0)  |
| Premier (0−0)           | WTA 500 (0−0)   |
| International (0−0)     | WTA 250 (0−0)   |

| Títols per superfície |
| --------------------- |
| Dura (0−1)            |
| Gespa (0−0)           |
| Terra batuda (0−0)    |

| Resultat  | Núm. | Data                | Torneig      | Superfície | Parella          | Oponents                    | Marcador            |
| --------- | ---- | ------------------- | ------------ | ---------- | ---------------- | --------------------------- | ------------------- |
| Finalista | 1.   | 6 d'octubre de 2019 | Pequín, Xina | Dura       | Jeļena Ostapenko | Sofia Kenin B. Mattek-Sands | 3−6, 7−6(5), [7−10] |

### Palmarès ITF

#### Individual: 6 (3−3)
| Circuit ITF             |
| ----------------------- |
| Torneigs 100.000$ (0−3) |
| Torneigs 75.000$ (0−0)  |
| Torneigs 50.000$ (2−0)  |
| Torneigs 25.000$ (1−0)  |
| Torneigs 15.000$ (0−0)  |
| Torneigs 10.000$ (0−0)  |

| Títols per superfície |
| --------------------- |
| Dura (0−1)            |
| Gespa (0−1)           |
| Terra batuda (3−1)    |

| Resultat   | Núm. | Data                   | Torneig                 | Superfície   | Oponent             | Marcador            |
| ---------- | ---- | ---------------------- | ----------------------- | ------------ | ------------------- | ------------------- |
| Guanyadora | 1.   | 6 de març de 2016      | Campinas, Brasil        | Terra batuda | Alizé Lim           | 6−4, 6−4            |
| Guanyadora | 2.   | 3 de setembre de 2017  | Dunakeszi, Hongria      | Terra batuda | Katarina Zavatska   | 6−0, 6−1            |
| Finalista  | 1.   | 24 de setembre de 2017 | Sant Petersburg, Rússia | Dura (i)     | Belinda Bencic      | 2−6, 3−6            |
| Finalista  | 2.   | 13 de maig de 2018     | Canha de Mar, França    | Terra batuda | Rebecca Peterson    | 4−6, 5−7            |
| Finalista  | 3.   | 24 de juny de 2018     | Ilkley, Regne Unit      | Gespa        | Tereza Smitková     | 6−7(2), 6−3, 6−7(4) |
| Guanyadora | 3.   | 8 de juliol de 2018    | Roma, Itàlia            | Terra batuda | Anastassia Potàpova | 6−1, 6−0            |

#### Dobles femenins: 3 (3−0)
| Circuit ITF             |
| ----------------------- |
| Torneigs 100.000$ (0−0) |
| Torneigs 75.000$ (1−0)  |
| Torneigs 50.000$ (0−0)  |
| Torneigs 25.000$ (2−0)  |
| Torneigs 15.000$ (0−0)  |
| Torneigs 10.000$ (0−0)  |

| Títols per superfície |
| --------------------- |
| Dura (1−0)            |
| Gespa (0−0)           |
| Terra batuda (2−0)    |

| Resultat   | Núm. | Data                 | Torneig                          | Superfície   | Parella             | Oponents                          | Marcador |
| ---------- | ---- | -------------------- | -------------------------------- | ------------ | ------------------- | --------------------------------- | -------- |
| Guanyadora | 1.   | 25 de febrer de 2017 | Moscou, Rússia                   | Dura (i)     | Vera Lapko          | Bibiane Schoofs Ekaterina Yishina | 7−5, 6−3 |
| Guanyadora | 2.   | 25 de març de 2017   | Santa Margherita di Pula, Itàlia | Terra batuda | Olesya Pervushina   | Tara Moore Conny Perrin           | 6−4, 6−4 |
| Guanyadora | 3.   | 30 de juliol de 2017 | Praga, Txèquia                   | Terra batuda | Anastassia Potàpova | Mihaela Buzărnescu Alena Fomina   | 6−2, 6−2 |

## Trajectòria

### Individual
| Open d'Austràlia | A   | A           | Q2          | 3R          | 2R          | A           | 1R          | 1R | SF | 0 / 5   | 8 – 5   |
| Roland Garros | A   | A           | A           | 1R          | 1R          | A           | 1R          | 1R | 3R | 0 / 5   | 2 – 5   |
| Wimbledon | A   | A           | Q2          | 4R          | NC          | A           | 1R          |    |    | 0 / 2   | 3 – 2   |
| US Open | A   | A           | 1R          | 3R          | 2R          | 1R          | 1R          |    |    | 0 / 5   | 3 – 5   |
| Jocs Olímpics | A   | No celebrat | No celebrat | No celebrat | No celebrat | 1R          | NC          | NC |    | 0 / 1   | 0 – 1   |
| WTA Elite Trophy | A   | A           | A           | RR          | No celebrat | No celebrat | No celebrat |    |    | 0 / 1   | 1 – 1   |
| Total Victòries−Derrotes | 0−2 | 2−2         | 9−7         | 31−21       | 14−12       | 7−12        | 13−18       |    |    | 79 – 80 | 79 – 80 |
| Rànquing a final d'any | 342 | 189         | 60          | 22          | 29          | 97          | 102         |    |    |         |         |
| Llegenda: G: Guanyadora; F: Finalista; SF: Semifinalista; QF: Quarts de final; Q: Qualificació; A: Absent; RR: Round Robin; |     |             |             |             |             |             |             |    |    |         |         |

### Dobles femenins
| Open d'Austràlia | A   | A           | A           | 1R          | 1R          | A   | 3R | 0 / 3   | 2 – 3   |
| Roland Garros | A   | A           | A           | A           | 1R          | A   |    | 0 / 1   | 0 – 1   |
| Wimbledon | A   | A           | A           | 1R          | NC          | A   | 1R | 0 / 2   | 0 – 2   |
| US Open | A   | A           | A           | 1R          | A           | 3R  |    | 0 / 2   | 2 – 2   |
| Jocs Olímpics | A   | No celebrat | No celebrat | No celebrat | No celebrat | 1R  | NC | 0 / 1   | 0 – 1   |
| Total Victòries−Derrotes | 1−1 | 1−1         | 1−1         | 10−10       | 0−6         | 4−5 |    | 19 – 26 | 19 – 26 |
| Rànquing a final d'any | 603 | 229         | 346         | 84          | 90          |     |    |         |         |
| Llegenda: G: Guanyadora; F: Finalista; SF: Semifinalista; QF: Quarts de final; Q: Qualificació; A: Absent; RR: Round Robin; |     |             |             |             |             |     |    |         |         |